# 地底世界のターザン
『地底世界のターザン』（ちていせかいのたーざん、英: Tarzan at the Earth's Core）は、エドガー・ライス・バローズによるアメリカのSF小説。
「ターザンが、地球内部にあるペルシダーを訪れる」という骨子であり、約110作（単行本では約70冊）あるバローズの作品の中でも、ほぼ唯一の本格的なクロスオーバー作品である（後述）。
本項では、ペルシダー・シリーズの最終作"Savage Pellucidar"の版権を有し、ターザン・シリーズの多くを翻訳している早川書房版の表記を優先する。東京創元社版の訳題は『ターザンの世界ペルシダー』。

## 出版
本作は、"Tarzan at the Earth's Core"のタイトルでブルー・ブックに1929年に連載され、1930年にメトロポリタンから単行本化された。ペルシダー・シリーズでは第4巻となり、そのほぼ半分（折り返し）の位置にある。ターザン・シリーズの場合も、ほぼ半分の位置に当たる（後述。詳細はターザン・シリーズ#作品一覧を参照）。
日本語訳は、以下の通り。両社とも「地底世界シリーズ」の一環として刊行された（ハヤカワ版での「ターザン・シリーズ」の刊行は1971年8月からである）。
ハヤカワ文庫SF
『地底世界のターザン』、1971年5月31日、佐藤高子訳。挿絵、カバーイラスト、口絵は柳柊二（ただし、「ハヤカワSF」版の文庫化である）。解説は野田昌宏。
創元推理文庫SF
『ターザンの世界ペルシダー』、1976年6月25日、厚木淳訳。挿絵、カバーイラスト、口絵は武部本一郎。

## ストーリー
設定的には、ペルシダー・シリーズの前作（第3巻）『戦乱のペルシダー』（Tanar of Pellucidar、創元版は『海賊の世界ペルシダー』）の続編に当たるが、ターザン・シリーズとしても前作『ターザンと失われた帝国』（Tarzan and the Lost Empire、1928年~1929年）の設定を受け継いでいる部分がある。
ペルシダー・シリーズ第2巻まで
本来、ペルシダー・シリーズは全2巻として1915年に連載が完結していた（単行本化は1923年）。
- 主人公のアメリカ人青年、デヴィッド・イネスは、技師のアブナー・ペリー老人の試作した採掘用マシン、鉄モグラ（機械モグラ）の試運転に同乗する。しかし、途中で方向転換ができないことが判明。「マグマに突入する!」という最期を思い描くも、実際に出たのは「太陽の輝く大地」に、であった。実は地球は内部が巨大な空洞になっており、彼らはそこに到達したのである。そこはペルシダーと呼ばれ、恐竜や古生物が跋扈し、原始人の生活レベルにあるギラク（ペルシダー人）を、翼竜から進化したマハールが支配していた。
- サリ族を中心にペルシダー人をまとめたデヴィッドは、マハールに抵抗。一度、地上に戻って装備を調達し、部族をまとめてペルシダー帝国を建国、マハールを領土から一掃する。デヴィッドは皇帝に就任、彼らを文明化することを夢見ていた。

第3巻
ブルー・ブックに1929年3月号から8月号にかけて、全6回に渡って掲載された。
ペルシダーとの通信に使用される「グリドリー波」が、ジェイスン・グリドリーによって発見される。続編はもちろん、バルスームとの通信にも使用された（第7巻『火星の秘密兵器』、第9巻『火星の合成人間』）。
- デヴィッドの描いた「文明化」は拒まれ、時計は廃止、列車は影も形もなく、ライフルに至っては、いざという時にも棍棒代わりにされる始末であった。
- そんな折、仇敵マハールを上回る強敵、コルサール人が国家として台頭してくる。彼らは大航海時代風の帆船や銃を扱う文明人であり、ムーア風の壮麗な建物を要し、首領は「エル・シド」と呼ばれていた（デヴィッドは、「11世紀に実在したエル・シド(El Cid)に由来する」、と見ている）。
- コルサール人との戦争の結果、疾風のタナー（デヴィッドの親友であるガークの息子。デヴィッドの妻ダイアンにとっては息子同然の存在）らが捕虜となる。デヴィッドは、捕虜の奪回のためコルサールの艦隊を追跡、首都に潜り込む。逃走の結果、北極の大開口部を発見、「コルサール人は、大航海時代に開口部を通って入り込んだ海賊（私掠船。コルセア(fr:Corsaire)）の子孫」と確信する。
- 冒険の末、タナーらはペルシダー帝国に帰還するものの、デヴィッドはコルサールに捕らえられたままだった。アブナー・ペリーはコルサールとの戦争とデヴィッドの窮状を地上に訴えるが、通信の最後は途絶えてしまう。ジェイスンは、デヴィッド救出を志願する。

以上を踏まえ、本作では、冒頭でジェイスンがターザンを捜索隊の隊長にスカウトする。彼の提案で、新素材ハーベナイトが収集された（『ターザンと失われた帝国』の主人公、エリッヒ・フォン・ハーベンが発見したため、この名前がついた）。強固で軽いハーベナイト製の飛行船O-220号はドイツで建造され、ドイツ軍人の士官らを乗せ、北極の大開口部を目指し、地球内部へ突入する。しかし、到着早々、ターザンは単独行動の結果、帰路を見失う。捜索に出かけたフォン・ホルストやワジリ族も二次遭難し、帰ってきたのはジェイスンのみだった。彼は飛行機による単独捜索を主張し、実行するものの、翼竜との邂逅で不時着してしまう。
以後は、ターザン・シリーズで確立していた「複数主人公による冒険（と、サブヒーローの恋）」を展開、終盤までデヴィッドの出番は訪れない（しかも、直接的な描写は皆無）。また、コルサール人も終盤近くまで登場せず、エル・シドや前作の人物はほぼ登場しない、という、本筋から外れた展開が主流を占めている。また、「飛行機で翼竜に遭遇し、不時着。ヒロインと遭遇する」という展開は、1918年の『時間に忘れられた国』第2部と同じである。
ラストでは、ついにフォン・ホルストのみ発見されず、ジェイスンは残留して捜索を続行する決意をする。これにヒロインのジャナが同行を申し出たところで、本作は終了した。
第5巻
フォン・ホルストは、『栄光のペルシダー』（Back to the Stone Age、1937年。創元版は『石器の世界ペルシダー』）の主人公として活躍し、最終的にデヴィッドの捜索隊と合流する。その後の運命は明言されていないが、フォン・ホルストの妻となったラ・ジャがサリ（ペルシダー帝国の首都）に住んでいるので、彼もサリに移住したと思われる。
また、「ジェイスンはターザンらに説得され、飛行船O-220号で地上に帰還した」旨が、第5巻のラストでデヴィッドの口からフォン・ホルストに語られている。
「前作（前々作）で消息を絶った人物の冒険譜」と言う形式は、『時間に忘れられた国』第3部と同じである。
第6巻
フォン・ホルストを発見したデヴィッドが、サリへの帰路で遭遇した冒険譜。フォン・ホルスト云々は、冒頭以外ではほとんど無関係で、独立した一編となっている。
ターザン・シリーズの次作『無敵王ターザン』（Tarzan the Invincible、1930年）では、ターザンが「飛行船による無謀な計画」によりアフリカを留守にしている状況が語られ、そのスキをついて革命家グループがオパル（アトランティスの植民地の末裔。ターザン・シリーズの基本設定の一つ）の宝物を狙う、というストーリーが展開する。しかし、以後のシリーズは「単巻読みきり」という状態となり、例外は『ターザンと女戦士』（1936年~1937年）の後半のみ（『ターザンと黄金都市』(1932年)の続編）となっている（ただし、未訳分3巻については不明）。

## キャラクター等
本作は、その性質上、既存のシリーズの人物等（ターザン・シリーズ、ペルシダー・シリーズ共）と、本作オリジナルの3種類に大別される。

### ターザン・シリーズの人物
ペルシダーを訪れたのはターザンとワジリ族だけであるが、飛行船O-220号の建造に関し、エリッヒ・フォン・ハーベンの協力が不可欠だった。また、ハーベンのような「ゲスト・ヒーロー（ゲスト・ヒロイン）」の後日が描かれるのも珍しい。
ターザン
ジェイスンによってデヴィッド奪還隊の隊長に選ばれた。経済的な援助も求められている。飛行船O-220号の設計図を見せられ、新素材ハーベナイトの使用を提案する。
ペルシダー到着後は、単独行動を主張し実行した結果、サゴス（ゴリラ人間）の罠にかかった末、「方角が判らない」という不測の事態に陥る（ペルシダーの太陽は地球の中心部に固定されているため、夜のない永遠の真昼の世界である）。彼を捜索に出たワジリ族やフォン・ホルストも、事情は違うものの二次遭難しており、到着早々、部隊に多大な迷惑をかけた。
野田昌宏は「初期の作品にえがかれているようなターザンの人間くささみたいなものが、もうこのへんまでくると、鮮度がかなりおちている」とした上で、展開がマンネリになっている、と、本作に関し、手厳しい意見を述べている。
ワジリ族
シリーズ第2巻から登場している黒人部族。アフリカの原住民で、厚木淳は「勇敢で寡黙」、「堂々たる威厳」と絶賛している。リチャード・A・ルポフは「ターザンの義兄弟にあたる」と紹介している。
ワジリ族の酋長の地位はターザンが受け継いでいる（第2巻で相続）ものの、実戦に当たってはムヴィロが指揮をとっている（別の人物が指揮している時期もある）。総勢10名が登場し、二次遭難をしたものの、終盤でターザンらと合流し、ライフルを使ってその窮地を救った。
勤勉で聡明な部族でもあり、飛行船O-220号の操縦・運用に関しても訓練を受けている。
エリッヒ・フォン・ハーベン
創元版はエリッヒ・フォン・ハルベン。ターザン・シリーズの前作『ターザンと失われた帝国』（1928年~1929年）の主人公。ハーベナイト（創元版はハルベナイト）の発見者という重要な役割だが、出番は少ない。
フェヴォニア
創元版はファヴォニアで、ハヤカワ版でも、『ターザンと失われた帝国』では同じくファヴォニアとなっている。前作のヒロインで「失われた帝国」出身。ハーベンの妻として、短いシーンながら登場している。

### ペルシダー・シリーズの人物
ジャ
出身地からアノロックのジャと呼ばれる。ペルシダー帝国海軍の提督。デヴィッド奪還艦隊を率いる。
ダコール
アモズ族の王で、ダイアン（デヴィッドの妻）の兄。デヴィッド奪還艦隊の構成員。
タナー
前作の主人公で、ガークの息子。ガークの妹がダイアンの母に当たる。ダイアンにとっては息子のような存在。デヴィッド奪還艦隊の構成員。
グールク
スリア族の王で、ペルシダー帝国の一員。デヴィッド奪還艦隊の構成員。
以上のうち、まともに登場するのはジャぐらいで、しかも非常に出番は少ない。他の構成員はさらに影が薄く、頭数に近い。アブナー・ペリーは言及されるのみで、登場していない。ガークは「タナーの父」と触れてある程度である。そもそもデヴィッドの直接的な出番は皆無に近く、結果的に「前作までとは関係ない物語」が主体となり、単独の物語に近い構成になっている。

### 本作オリジナルの人物等
本節では、人類以外の種族、機体についても説明する。なお、ジェイスン・グリドリーは、厳密には前作『戦乱のペルシダー』（創元版は『海賊の世界ペルシダー』）で登場した人物である。彼とフォン・ホルスト以外は、後続の作品では基本的に登場しない。
ジェイスン・グリドリー
本作の主人公。ターザナに住んでおり、ある程度の資産を持っている。
前作でグリドリー波を発見した。以後、複数の作品で言及される。
- 第6巻『恐怖のペルシダー』（創元版は『恐怖の世界ペルシダー』）冒頭でのジェイスンとデヴィッドの交信。
- 火星シリーズ第7巻『火星の秘密兵器』、第9巻『火星の合成人間』での冒頭の通信。ただし、ジェイスンに関しては、前者では不在（ペルシダー訪問中）と明記されており、後者では名前が出てくるのみである。
- 金星シリーズ第1巻『金星の海賊』冒頭で、ジェイスンがバローズに電話をかけ、フォン・ホルストの無事を伝えている。

ジャナ
本作のヒロインで、＜ゾラムの赤い花＞と呼ばれる、ゾラム族の美女。バローズのヒロインらしく、プライドが高い。
ソア
ジャナの兄。ターザンと遭遇した後、行動を共にする。ターザンが行方不明になった後、ジェイスンと遭遇し、行動を共にする。
誤解から、ジェイスンは彼をジャナの恋人と思い込み、やきもきしていた。
フォン・ホルスト
飛行船O-220号の乗組員（航空士）で、階級は中尉。ドイツの軍人で貴族。本作ではターザン捜索中に行方不明となる。次巻の主人公。
ズップナー
創元版はツップナー。飛行船O-220号の船長。ターザン、フォン・ホルスト、ワジリ族、ジェイスン、と、次々に遭難者が出るため、飛行船で待機しているシーンが多い。最終的に、彼らの帰還を待たず、O-220号でペルシダーへの捜索に乗り出す。
ハインズ中尉（操縦士）、ドルフ（航空士）という乗組員が搭乗している他、技師12名、整備員8名、コック1名、フィリッピン人のキャビン・ボーイ2名も乗り込んでいる。
ロバート・ジョーンズ
飛行船O-220号のコック。厚木淳は「文明化されたアメリカ黒人」とでもいうべき表現を使った後、「愛嬌者ではあるが腰抜けの臆病者」と、手厳しい評価を下している。
タル・ガシュ
サゴス族（ゴリラ人間）に属する。タル（ター）はマンガニ（類人猿）の言語で「白」を意味しているが、ペルシダーのサゴスでも同じ意味であった。「タル・ガシュ」は「白い牙」となる（「ターザン」は「白い肌」）。
序盤でターザンと遭遇し、行きがかり上、彼と同行する。途中でソアも加わるが、ターザンがシプダール（プテラノドン）にさらわれたため、彼の死を確信し、部族の元に戻った。
- 創元版の表紙では、シプダールがターザンをさらうシーンが描かれている。

ホリブ
蛇人間と呼ばれる種族で、いわゆるリザードマン。屈強な種族で、ターザンらを生け捕りにしたものの、ワジリ族の加勢で脱走されてしまう。
ゴロボオ
ホリブの飼っている生物。ターザンの判断では、三畳紀のパレイザウルスに相当する。
- ハヤカワ版の表紙でターザンが跨っているのは、この生物である。

ダイロドル
創元版ではダイロドール。ステゴサウルスだが好戦的。背びれを水平にすることで滑空が可能。尾は舵を取る。

#### 飛行船O-220号とハーベナイト
本作で重要な存在となる飛行船O-220号だが、バローズの作品にとっては例外的な機体である。すなわち、「主人公側があらかじめ用意した機体」としては、敵に対して圧倒的な優位を持っている、という点である（厳密には、本作は続編であり、その視点から見れば「強敵への対抗策」であり、「後出し」ではあるが）。
「コルクのような軽さと、鋼鉄の強度を両立している」新素材、ハーベナイトで船体や真空タンクが建造されており（ヘリウムガスは高価であり、水素ガスは危険であるため、当初は飛行船O-220号の建造自体が疑問視されていた）、軽くて強固な機体に仕上がっており、操作性の高さに乗員が驚いている。
船体は葉巻型で、長さは299メートル、直径は45メートル。総重量は75トン。真空タンクの揚力は225トン。エンジンは5600馬力。時速168キロで航行可能。直接の戦力は不明だが、コルサールを訪れた際は、爆撃の用意があることを明かしている。
また、「大勢の地上人を乗せてペルシダーを訪れた」、「その乗員ほとんどを無事に帰した」と言う点でも特筆すべき存在である（イレギュラーな存在、ともいえる）。本作では、ズップナー船長のところで紹介した26名（本人含む）に、グリドリー、フォン・ホルスト、ターザン、ムヴィロ率いる10名のワジリ族が加わっており、総勢39名が乗り込んでいるが、本作以外で直接登場する地上人は3名のみ（デヴィッド・イネス、アブナー・ペリー、アー・ギラク）である（フォン・ホルストを除く）。アー・ギラクの登場が最終巻であることを考えれば、本作の地上人が「大勢」であるといえる。
ただし、本作以前で「ペルシダーを訪れた」人物は、以上42名よりも多いことが判明している（コルサール人の祖先と、アー・ギラクの船の乗員）が、第1巻の時点で、彼らは明らかに故人である。第3巻では気球の残骸をデヴィッドが発見し、「北極に大開口部がある」と確信するシーンはあるものの、乗組員の運命は明示されていない（デヴィッドは帽子を取り、黙祷していることから、彼らの生存を絶望視している模様）。この直前に「もうひとつの太陽」（ペルシダーのそれではなく、宇宙に浮かぶ天体としての太陽）をデヴィッドらが目撃するシーンがある。
なお、「O-220」というのは、当時のバローズの電話番号である。

## 備考

### バローズにとっての「折り返し地点」
ペルシダー・シリーズでは、全7巻中の第4巻だが、ターザン・シリーズでは13作目に当たる（しかし、数え方によっては、14作目、あるいは15作目と、異同がある。厚木淳は「訳者あとがき」で16作目、と紹介している）。ターザン・シリーズは全24巻（最大で全26巻、あるいは全29作であり、こちらも「ほぼ半分」といえる。
1912年に『火星のプリンセス』で始まるバローズの作家人生は、1950年の死で一旦終了したが、生前の最後の作品は1947年の"Tarzan and the Foreign Legion"（『ターザンと外人部隊』、ハヤカワ版は未刊）であり、作家人生として考えた場合も、ほぼ半分の位置に相当する。単行本リストでは、69冊中34冊目であり、やはり半分ほどに当たる。ヘインズのリストでは、全110作（109作と欠番1つ）中、67番だが、ヘインズのリストは短編・長編問わず、ともに1作としてカウントされているので、事情は違ってくる。例えば、連作短編集『ターザンの密林物語』はシリーズでは6作目であり、12の短編から構成されているが、ヘインズのリストではそれぞれの短編にナンバリングされている（22番から37番まで。番号が12以上になっているのは、他の作品を途中に挟んでいるため）。

### 「ネタ切れ」
野田昌宏は、本作の解説「ターザン、ペルシダーへ行く」で「ネタ切れに大変苦しんでいる」と評している。「ターザンが他のシリーズに登場する」という発想は以前からあり、火星シリーズ第4巻（『火星の幻兵団』、1914年執筆、1916年連載）において構想されたものの、破棄されている。
また、本作では、サゴス（ペルシダー現住の種族。ゴリラ人間、と呼称される）と、地上の類人猿（マンガニ。ターザンを育てた種族）の言語が同一であることが、ターザンによって確認されている。その上、プロットの一部が『時間に忘れられた国』（1918年）に類似している（#ストーリー参照）。

### 創元版と武部本一郎
創元版は、バローズの1作目でもある『火星のプリンセス』以降、火星シリーズ、金星シリーズ…と、一貫して武部本一郎が手がけていた。ハヤカワ版ではシリーズによって画家が違っており、武部が手がけたのはターザン・シリーズのみである。両社とも、武部の死後は加藤直之が受け継いだ。
また、後に創元社から第1作『ターザン』（1999年）と第2作『ターザンの帰還』（2000年）が刊行されたが、それまでは同社のターザン・シリーズとしては、唯一の作品であった（『石器時代から来た男』が1977年に刊行されたが、ターザンは登場するものの、脇役でしかない）。ターザン・シリーズ#ハヤカワ版と創元版（邦訳順）も参照。

### バローズ作品のカメオ出演
ジェイスン・グリドリー自身やグリドリー波によって複数の作品が結びついている例がある他、「ある作品の主人公が、別の作品に登場する」という事例もある。しかし、設定的に重要なのは、本作の他は「月シリーズ」第1部のみで、それも冒頭のみであり、第2部の本文以降は接点が無くなる。
以下、タイトルの後の数字は「E・R・バロウズ作品総目録（H・H・ヘインズの資料による）」の作品番号である。複数が振ってあるものは、2部作（3部作）であり、それぞれに番号が与えられているため。
The Outlaw of Torn(8)
未訳。執筆順では、バローズの2作目（もしくは1作目）に当たる。
13世紀のイギリスを舞台にしており、この時代のグレイストーク卿（ターザンの先祖）が登場する。
石器時代から来た男(9、14)
ターザンが登場する。ただし半裸の「猿人ターザン」としては登場せず、衣服を着たグレイストーク卿として登場し、悪漢の一味に関しても単独行動を取る事無く、仲間と共に当たる。「猿人」としては引退状態である。
第2巻『ターザンの復讐』（創元版は『ターザンの帰還』）と第3巻『ターザンの凱歌』の間に位置する。結局「夢オチ」が採用されており、上記の状態は半ば「なかったこと」にされた。ただし、ターザンの息子ジャックの誕生は、そのまま続編に生かされている。
ルータ王国の危機(10、16)
第1部と第2部の間に『石器時代から来た男』が書かれた（作品番号は発表順であり、執筆順とは異なる）。本作の主人公バーニー・カスターと、その友人バッツオウ中尉が『石器時代から来た男』（こちらではバッツオー）に登場する。また、バーニーの妹ヴィクトリアが、『石器時代から来た男』のヒロインとなっている。
本作第2部冒頭では、ヴィクトリアとバッツオウの間に、ほのかな愛情が通っているものの、出番はそれだけである。
月シリーズ(55、58、59)
第1部『月の地底王国』（創元版は『月のプリンセス』）において、バルスーム（火星）と地球の交信が描かれている。火星からの技術供与で第8光線の原理が解明され、地球から宇宙船が飛び立つものの、事故で月に不時着する。ジョン・カーターについても触れられており、当該作では教科書に載るレベルの知名度を誇っているが、主体は月の内部での冒険である。
第2部では、冒頭で火星との交流が失われた旨、簡潔に記されている。第3部では、アメリカから文明は失われており、インディアンレベルの生活を白人が送っている。
ただし、バローズの作品としては、例外的に未来を舞台にした作品である（2025年~2432年頃まで。雑誌掲載は1923年~1925年）。他に、未来を舞台にしたバローズ作品は、『失われた大陸』、"The Scientists Revolt"（未訳）がある程度であり、かなり例外的である。